# Insula interzisă
Insula interzisă (în engleză Forbidden Island) este un film din 1959 regizat de Charles B. Griffith. Rolurile principale au fost interpretate de actorii Jon Hall, Nan Adams, John Farrow și Jonathan Haze. 

## Prezentare
Dave Courtney (Jon Hall) este angajat de un vânător de comori cu psihoză pentru a recupera un smarald care s-a pierdut în adâncuri într-un naufragiu.

## Distribuție
- Jon Hall - Dave Courtney
- Nan Adams - Joanne Godfrey
- John Farrow - Edward Stuart Godfrey
- Jonathan Haze - Jack Mautner
- Greigh Phillips - Dean Pike
- Dave "Howdy" Peters - Fermin Fry
- Tookie Evans - Raul Estoril
- Martin Denny - Marty
- Bob La Varre - Cal Priest
- Bill Anderson - Mike
- Abraham Kaluna - Abe